# Pakil
Pakil es un municipio filipino de quinta clase, perteneciente a la provincia de La Laguna, en la región de Calabarzon.

## Toponimia
El lugar puede aparecer referido como «Pakil» y «Paquil».

## Historia
Hacia mediados del siglo XIX, el lugar, ya por entonces perteneciente a la provincia de La Laguna, tenía contabilizada una población de 1620 habitantes, repartidos en 270 casas. Aparece descrito en el segundo volumen del Diccionario geográfico, estadístico, histórico de las Islas Filipinas (1851) de Manuel Buzeta Núñez y Felipe Bravo con las siguientes palabras:

PAQUIL: pueblo con cura y gobernadorcíllo, en la isla de Luzon, en la prov. de la Laguna arzob. de Manila; sit. en los 125° 10' 35"  long. 14° 23' 5" lat. á la orilla izquierda de un rio que vá á desaguar en la laguna de Bay, próximo á la playa de la cual se halla este pueblo, en terr. llano y clima templado. Tiene 270 casas, una iglesia parroquial de buena fábrica, servida por un cura regular, la casa de comunidad donde está la cárcel y la parroquial junto á la iglesia. Hay para la educacion de los niños una escuela de instruccion primaria con una dotacion de los fondos de comunidad; y fuera del pueblo á corta distancia se encuentra el cementerio muy bien situado. Confina el térm. por N. O. con el de Pangil; por N. con el de Sinoloan, por S. con el de Paete, y por O. con la laguna de Bay. El terr. es bastante montuoso al E., y llano por las inmediaciones de la playa de la Laguna donde se cogen las cosechas de arroz que es la principal prod. de este pueblo. Tambien se cria la caña dulce, el ajonjolí, el algodon, algunas legumbres y varias clases de frutas. Ind.: la agricultura, beneficio de la caña dulce y del ajonjolí, y fabricacion de algunas telas de algodon y abaca. pobl. 1,620 alm. y en 1845 pagaba 430 trib. que hacen 4,300 rs. plata.
(Buzeta y Bravo, 1851, p. 392)

En 2020, tenía censados 23 495 habitantes.

## Patrimonio
Hay en el municipio un santuario de Nuestra Señora de los Dolores de Turumba.